# Гълъб (теленовела)
„Гълъб“ (на испански: La paloma) е мексиканска теленовела, създадена от Химена Суарес и Хосе Рендон, режисирана от Луис Велес и продуцирана от Хосе Рендон за Телевиса през 1995 г.
В главните роли са Маите Ембил и Херардо Емер. Теленовелата е недовършена поради смъртта на Херардо Емер. Това е единствената теленовела на компания Телевиса, която внезапно напуска ефира с 50 епизода и остава недовършена.

## Сюжет
Рамиро Лопес Йерго е собственик на погребална агенция, който контролира с железен юмрук съпругата си Тереса и трите им деца. Макар че се представя за морален мъж, Рамиро има любовница, Лилия, а също така е корумпиран и алчен човек.
Рафаел Естрада работи в пицария „Гълъбарника“ и живее с майка си Тонита. Преди една година, Рафаел е загубил баща си. Една сутрин, Тонита и Рафаел се подготвят да отидат до банката, тъй като разбират, че молбата им за кредит е одобрена. Заемът им трябва, защото искат да отворят социална кухня. Нетърпението на Тонита я кара да поиска заем от лихвар, за да закупи кухненски принадлежности и да отвори по-бързо заведението. Рафаел и Тонита са на път към банката, придружени от приятелите им, Пако, Анхел и Китаеца, когато са изненадани от банков обир и престрелка между крадците и полицията. Тонита е ранена и умира, но Китаеца успява да види, че убиецът ѝ има огромна бенка на ръката си.
Рафаел отнася тялото на майка си в погребалната агенция на Рамиро, но тъй като няма достатъчно пари, за да плати за погребението, му предлага смарагдовата ѝ брошка като гаранция, че ще запалати за услугите му. Виждайки, че бижуто има висока стойност, Рамиро се съгласява да го вземе като залог.
Емилия е дъщеря на Рамиро. Тя посещава частно училище. Емилия е ухажвана от Раул, братовчед на най-добрата ѝ приятелка, Алисия. Емилия убеждава майка си да отидат до агенцията на баща ѝ, въпреки че им е забранил да ходят при него, за да иска пари и да се запише на аеробика. След като Рамиро отказва на дъщеря си, плачейки, тя влиза в залата за бдения, където вижда Рафаел да скърби над ковчега на майка си. Погледите им се срещат и тя си тръгва.
Рамиро взима брошката и я отнася при приятеля си, бижутера Хилберто, за да я оцени. Затънал в дългове към лихвара и Рафаел, Рамиро остава без пари. Рамиро запазва брошката и я подарява на Лилия, без да знае, че е сестра на Пако.
Емилия и Рафаел се влюбват, макар че Рамиро е против връзката им. Рамиро изпраща Емилия в интернат за монахини в Пачука. Разделените влюбени продължават връзката си, като използват пощенски гълъби, които им доставят писмата.

## Актьори
- Мануел Охеда – Рамиро Лопес-Йерго Агилар
- Херардо Емер – Рафаел Естрада Фуентес
- Маите Ембил – Емилия Лопес-Йерго Монтенегро
- Арсенио Кампос – Луис Аларкон
- Йоланда Вентура – Лилия Риверо
- Арат де ла Торе – Пако Риверо
- Хоакин Кордеро – Хилберто Бернал
- Делия Касанова – Елса
- Исаура Еспиноса – Тереса Монтенегро Товар де Лопес-Йерго
- Абраам Рамос
- Хосе Мария Яспик – Анхел
- Адриана Бараса – Майка Клара
- Каролина Валсаня – Марсела
- Марта Мариана Кастро – Лорена
- Марина Марин – Лусия
- Фабиан Корес
- Ана Селия Уркиди
- Антонио Мигел – Дон Марио
- Ернан Мендоса – Леонардо
- Серхио Санчес – Монтаньо
- Кука Дублан
- Мерседес Хиронейо
- Лупита Лара – Тоня
- Раул Аскенаси
- Марта Ицел
- Марта Алварес
- Мария Лесама
- Хосе Антонио Естрада
- Оскар Флорес – Нето
- Габриел Галван
- Исраел Хайтович
- Самуел Лу – Енрике
- Алехандра Моралес – Алисия
- Далила Поланко – Армида
- Алиса Велес – Пилар Лопес Йерго
- Фидел Гарига – Педро
- Лурдес Виляреал – Роса

## Премиера
Премиерата на Гълъб е на 14 август 1995 г. по Canal de las Estrellas. Последният 50. епизод е излъчен на 20 октомври 1995 г.

## Анулиране
Когато теленовелата е три седмици в ефир, с избъчени 15 епизода, и с добър зрителски интерес, 25-годишният актьор Херардо Емер умира на 4 септември 1995 г. в резултат на изтичане на газ в жилището му. След този инцидент, продуцентът Хосе Рендон решава да продължи теленовелата, като избере изходна точка, в която да изчезне Рафаел, персонажът на починалия актьор, а също и да се промени целият сюжет и да не бъдат излъчени вече записани епизоди.
Създадено е ново интро (начални надписи) на теленовелата, в което са използвани сцени с Емилия и Рафаел на фона на песента Te Ofrezco, изпълнена от Маите Ембил.
На 20 октомври е излъчен 50. епизод, който завършва със сцена, в която Тереса приема в дома си Хилберто, придружен от Лилия, която представя за своя приятелка, за да се избегнат подозренията от Тереса. Това е последната излъчена сцената на Гълъб, и продукциата внезапно приключва, което я прави първата теленовела, която не само е била отрязана, но и история остава недовършена и никога не се „изписва“ надписът Fin (край).

## Награди и номинации
Награди TVyNovelas 1996
| Категория                 | Номиниран   | Резултат   |
| ------------------------- | ----------- | ---------- |
| Най-добро женско откритие | Маите Ембил | Номинирана |